# Nancy Kemp-Arendt
Nancy Kemp-Arendt (Esch-sur-Alzette, 22 de maio de 1969) é uma ex-triatleta e nadadora e atualmente politica luxemburguesa. 

## Carreira
Ela representou seu país na natação em Seul 1988, nos 100m e 200m peito.

### Sydney 2000
Nancy Kemp-Arendt disputou os Jogos de Sydney 2000 no triatlo, terminando em 10º lugar com o tempo de 2:03:14.94. 